# Carmen Hernández
María del Carmen Hernández Barrera (Ólvega, 24 novembre 1930 – Madrid, 19 luglio 2016) è stata una catechista spagnola, co-iniziatrice insieme a Kiko Argüello del Cammino neocatecumenale, proclamata serva di Dio dalla chiesa cattolica nel 2022.

## Biografia
Di famiglia facoltosa, avviata agli studi scientifici in vista di un futuro imprenditoriale, Carmen Hernández, dopo la "licenciatura" in chimica decise di diventare missionaria cattolica e si ritirò nell'Istituto Misioneras de Cristo Jesús , a preparare il cammino spirituale per una missione in Bolivia. Diplomatasi in teologia, rimase quindi allo stato laicale. Il progetto di missione in Bolivia fu poi accantonato definitivamente negli anni sessanta quando, a seguito dell'influenza del Concilio Vaticano II, la Hernández rivolse l'attenzione ai poveri e agli emarginati.
Nel 1961, a seguito di un incontro avvenuto a Barcellona con un dottore in Liturgia, Carmen Hernández intensificò il suo impegno religioso nel solco del rinnovamento tracciato dal Concilio. Compì poi una serie di viaggi di formazione spirituale tra Roma e la Terra santa, dai quali ella sostiene di aver tratto ispirazione per il suo impegno.
Kiko Argüello e Carmen Hernández si incontrarono tramite la sorella di lei, che all'epoca lavorava come volontaria in un'associazione di riabilitazione delle prostitute. Dall'esperienza comune nell'assistenza agli emarginati delle baraccopoli di Palomeras Altas (ai margini di Madrid), prese corpo un progetto di evangelizzazione a cui fu dato il nome, negli anni settanta, di cammino neocatecumenale. I primi nuclei di questo itinerario di formazione cattolica si formarono a Madrid e a Roma. Successivamente si estesero in quasi tutto il mondo, fino ad arrivare alle attuali 17 500 comunità sparse su 900 diocesi e 6 000 parrocchie.
Nell'ambito del movimento da lei fondato, la Hernández rappresenta l'anima più mistica e influenzata dall'impostazione teologica.
Il 16 maggio 2015 ricevette, insieme a Kiko Argüello, il dottorato in teologia honoris causa dalla Catholic University of America di Washington (USA).

## Morte
Il 19 luglio 2016 è morta a Madrid all'età di 85 anni, per una malattia che l'aveva costretta al riposo per un anno e mezzo.